# Hipster PDA
Pour les articles homonymes, voir Hipster (homonymie).

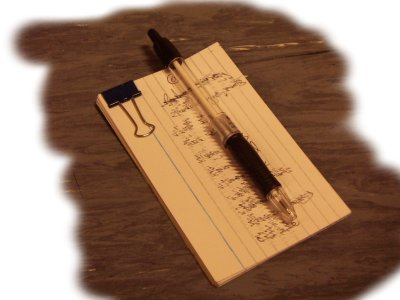
Un hipster PDA typique

Le hipster PDA est un assistant personnel en papier popularisé, sinon inventé, par l'écrivain américain de San Francisco Merlin Mann (en) en septembre 2004.
Originellement créé en réaction à l'augmentation constante du coût et de la complexité des assistants personnels électroniques, l'Hipster PDA (signifiant dans ce cas "Parietal Disgorgement Aid", c'est-à-dire aide au désengorgement du pariétal, en référence à la zone du cerveau) est simplement constitué d'un ensemble de cartes d'indexation solidarisées au moyen d'une pince du type « binder clip ». À la suite de sa large diffusion dans les médias et les blogs, le Hipster PDA (abrégé par "hPDA") est devenu un outil de gestion personnel très populaire, notamment chez les geek et les adeptes de la méthode GTD de David Allen et les utilisateurs du stylo Fisher Space Pen. L'aspect "humour décalé" de sa création n'en fait pas moins de lui un outil réel.
Aujourd'hui on peut utiliser la méthode de Mann sur des fiches vierges, télécharger des fiches dédiées au format PDF, ou bien acheter les carnets pré-imprimés.